# Google WiFi
Google WiFi  — це бездротова мережа, яка дозволяє підключитися до Інтернету. Для підключення до Google WiFi потрібно мати пристрій із підтримкою бездротового зв'язку. Ця муніципальна бездротова мережа розташована в м. Маунтін-В'ю, Каліфорнія. WiFi повністю фінансується компанією Google і встановлюється насамперед на опори вуличного освітлення. Компанія Google погодилась утримувати безкоштовне обслуговування до 2010 року. Перша служба була закрита компанією Google 3 травня 2014 року, але створено безкоштовний Google WiFi на відкритому повітрі.

## Бездротовий доступ
Починаючи з 2009 року Google використовував понад 500 роутерів Tropos Networks MetroMesh, які функціонують як точки доступу, що встановлюються переважно на комунальних стовпах, забезпечуючи доступний сигнал та широкосмуговий доступ до Інтернету, до понад 95 % площі міста, що становить 12 квадратних миль. Станом на 2009 рік Google WiFi обслуговувало понад 16 000 унікальних користувачів щомісяця й обробляло понад 500 гігабайтів даних за 24 години.
Існує три пункти агрегації (або базові станції), до яких передається весь трафік. Радіоприймачі в точках доступу пропонують як ідентифікатори сервісу GoogleWiFi (без шифрування), так і ідентифікатори SSID для GoogleWiFiSecure (який використовує WPA для шифрування надрукованого трафіку). Google WiFi вимагає, щоб його користувачі мали Google Account. Google створює безкоштовний програмний аккаунт для віртуальної приватної мережі (VPN) під назвою Google Secure Access (GSA) та підтримує список інших рекомендованих сторонніх пакетів програмного забезпечення VPN. На відміну від житлового шлюзу, мережа не використовує трансляцію мережевої адреси (NAT): вона забезпечує маршрутизуючу IP-адресу з фонду DHCP з одноразовою «орендою DHCP» під DNS-доменом wifi.google.com безпосередньо на ПК клієнта. Користувач смартфона може переходити через Mountain View і підтримувати таку ж IP-адресу принаймні протягом години.
Хоча обладнання високої якості та зручності, фактичне покриття ноутбука з вбудованим обладнанням Wi-Fi становить менше 100 % від заявленої області; система добре функціонує в комерційно-зональних районах. Оскільки у місті є райони, в яких немає міських освітлювальних стовпів, тому не має маршрутизаторів.

## Впровадження
Служба була оголошена компанією Google 20 вересня 2005 року і запущена 16 серпня 2006 року.

## Короткочасний занепад мережі
Близько літа 2012 року мережа перестала користуватись попитом. Користувачі в деяких районах не могли підключитись, а підключення, отримані в інших областях, мали проблеми. Маунтін-В'ю: «Місто отримало багато скарг в останні місяці щодо продуктивності та надійності безкоштовної системи Google Wi-Fi в Маунтін-В'ю, особливо в нашій бібліотеці».[джерело?]
ComputerWorld повідомив, що «Серпневий тест на сервіс IDG News Service виявив неможливим отримати робоче з'єднання в численних точках міста, включаючи мерію та головну бібліотеку». Користувачі в бібліотеці перестали використовувати з'єднання Google WiFi, а з'єднання провідних мережевих мереж, які бібліотека робить доступною для багатьох комп'ютерів.
Місто не знало, що трапилось з мережею, за винятком того, що вона не працює. Компанія Google вважала, що причиною проблеми слугує той факт, що потокове передавання відео в мережі перенасичено.
Через певний проміжок часу мережа відновила свою роботу.

## Партнерство зі Starbucks
Під час літа 2013 року компанія Starbucks почали використовувати Google WiFi замість AT&T у своїх 7000 точках по Сполучених Штатах. Станом на травень 2015 року перехід на Google WiFi є неповним у багатьох закладах, включаючи більшість закладів у великих містах.

## Wi-Fi стовпи у Нью-Йорку
У 2015 році компанія Google планувала перетворити 10 000 старих телефонних будок у Нью-Йорку на Wi-Fi стовпи, що підтримуються рекламою. Ці стелажі оснащені приладами для заряджання телефону, забезпечують безкоштовні телефонні дзвінки та містять інформацію про місто.